# Az afroamerikaiak katonai története

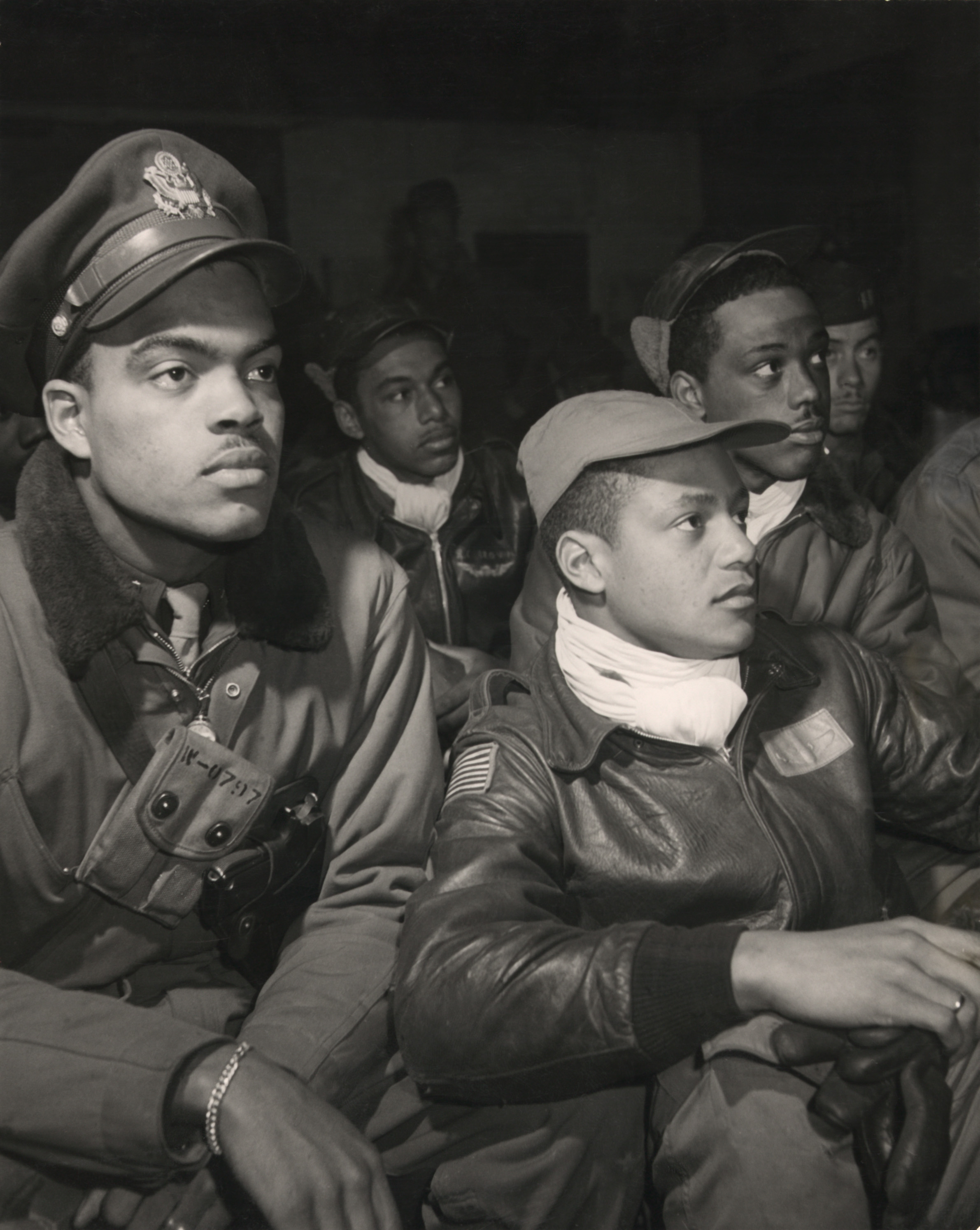
A 332. vadászrepülő egység, 1945 márciusában egy olaszországi légibázison tartott eligazításon

Az afroamerikaiak katonai története az amerikai kolóniákra érkező első fekete rabszolgákkal kezdődött. Az afroamerikaiak az Egyesült Államok minden háborújában részt vettek, köztük az amerikai függetlenségi háborúban, az 1812-es háborúban, a mexikói–amerikai háborúban, az amerikai polgárháborúban, a spanyol–amerikai háborúban, a két világháborúban, a koreai háborúban, a vietnámi háborúban, az öbölháborúban, az afgán és iraki háborúban, valamint más kisebb konfliktusokban.

## Amerikai függetlenségi háború

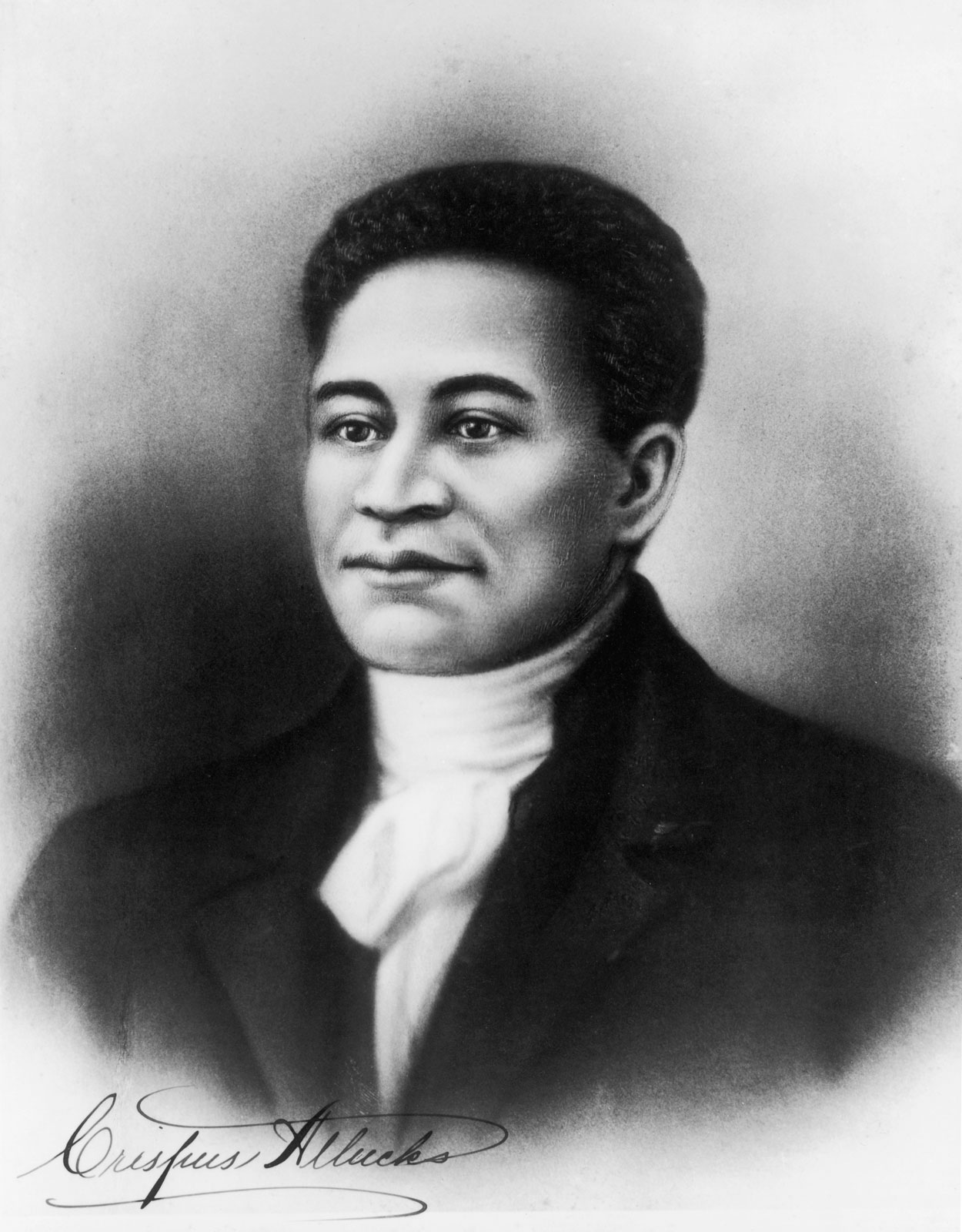
Crispus Attucks ikonikus hazafi volt, 1770-ben a királyi katonák lőtték le a bostoni mészárlásban

A fekete rabszolgák és szabad feketék egyaránt szolgáltak mindkét oldalon a háború alatt. A legutóbbi kutatások arra a következtetésre jutottak, hogy körülbelül 9000 fekete patrióta katonát számoltak, a kontinentális hadseregben a haditengerészetben, az állami milíciaegységekben, a privatérként, valamint a tisztek és kémek szolgáiként.
A fekete katonák kezdettől fogva szolgáltak az északi milíciákban, de ez tilos volt délen, ahol a rabszolga tulajdonosok tartottak a rabszolgák felfegyverkezésétől. John Murray, Dunmore 4. grófja, Virginia királyi kormányzója 1775 novemberében emancipációs nyilatkozatot adott ki, amiben szabadságot ígér azoknak a szökött rabszolgáknak, akik harcolnak a britekért. 1779-ben Sir Henry Clinton hasonló kiáltványt adott ki New Yorkban, ezeknek köszönhetően több mint 100 000 rabszolga szökött el a brit vonalakra, azonban alig 1000 állt katonának közülük.  A többség küldöncként, szerelőként, munkásként, szolgaként, felderítőként szolgált, azonban több mint a felük meghalt, amikor a brit erőkön végigsöpört a himlőjárvány, illetve sokan elhagyták a brit vonalakat, amikor az élelmiszerek fogytán voltak. John Murray ígéretei ellenére a többség nem kapta meg a szabadságot. A sok fekete lojalista leszármazottai ma Kanadában és Sierra Leonéban élnek. A fekete lojalisták közül sokan katonai szolgálatot végeztek a brit hadseregben, különösen a háború egyetlen fekete ezredjében, a fekete pionírokban, másoknak nem katonai szolgálat volt a feladatuk.
A munkaerőhiány miatt Washington 1776 januárjában megszüntette a kontinentális hadseregbe a feketék besorozását. Az összes fekete egység Rhode Islandben és Massachusettsben alakult, sok rabszolga ígéretet tett szabadságukért cserébe, hogy a gazdáik helyett szolgálnak, emellett egy másik afroamerikai egység is felállt Haitiban a francia erők kötelékében. Legalább 5000 afroamerikai katona harcolt lázadóként, és legalább 20 ezer szolgált a britek oldalán.
Peter Salem és Salem Poor voltak a legnevesebb afroamerikai patrióták ebben a korban, és Colonel Tye talán a legjelentősebb fekete lojalista.
A fekete önkéntesek a dél-karolinai gerillaegységekben is szolgáltak, mint például Francis Marion, csapatában, amelynek fele szabad feketékből állt. Ezek a fekete csapatok kritikus különbséget tettek a mocsarakban folytatott harcok során, még akkor is hatékonyan tartották magukat, amikor sok fehér csapat maláriától vagy sárgaláztól szenvedett.
Az első fekete amerikai, aki a tengerészgyalogságnál harcolt, John Martin volt, más néven Keto, egy delaware-i ember rabszolgája, akit 1776 áprilisában vettek fel a gazdája engedélye nélkül a kontinentális kétárbócos USS Reprisal hajóra, melynek kapitánya Miles Pennington volt. Martin másfél évig szolgált a Reprisalon tengerészgyalogsági osztagban, és számos hajó csatában vett részt, beleértve a hajófedélzeti közelharcokat is, de eltűnt az egység többi tagjával együtt, amikor a Reprisal elsüllyedt 1777 októberében. Az 1776–1777-es években legalább 12 másik fekete szolgált különböző amerikai tengerészeti egységeknél, azonban ennél többen lehetettek szolgálatban, de őket nem azonosították. 1798-ban, amikor az Egyesült Államok Haditengerészeti Hadtestét (USMC) hivatalosan újra felállították, James McHenry hadügyminiszter a szabályaiban meghatározta: „Nem sorozható be fekete, mulatt vagy indián”." A tengerészgyalogság parancsnoka, William Ward Burrows utasította a toborzókat a USMC faji politikájára illetően: „Feketéket és mulattokat is toborozhatnak, de nem sorozhatják be őket.” Ez a politika összhangban állt a régóta fennálló brit haditengerészeti gyakorlattal, amely a tengerészgyalogosok egységének kohézióját tűzte ki célul, az egység csak egyetlen fajból állt, hogy a tagok lojálisak maradjanak, fenntartsák a hajó fegyelmét és segítsék letörni a lázadásokat. Az USMC ezt a politikát 1942-ig tartotta.

## 1812-es háború

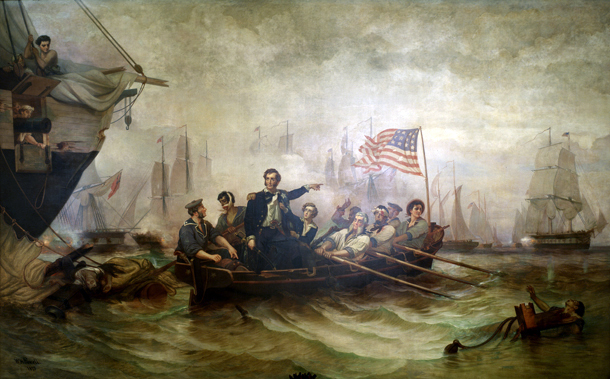
A festmény Perry egyik afroamerikai evezősét és egy másik, vízben lévő afroamerikai tengerészt ábrázol az Erie-tavi csatában

Az 1812-es háború alatti Erie-tavi csatában a haditengerészeti állományainak egynegyede fekete volt, a nemzeti Capitolium és az ohiói Capitolium falán lévő csatáról készült portré azt mutatja, hogy a feketék jelentős szerepet töltöttek be. Hannibal Collins felszabadított rabszolga, Oliver Hazard Perry személyi szolgája volt, úgy vélik ő volt az evezős az Erie-tavi csatát ábrázoló festményen. Collins a szabadságát az amerikai függetlenségi háború veteránjaként szerezte meg, miután a Rhode Island-i csatában harcolt. Perryt kísérte a haditengerészeti karrierje során és halálakor is vele volt Trinidadban 1819-ben.
A haditengerészetnek nem volt ekkor semmiféle törvényes korlátozása a feketék besorozásával kapcsolatban, mert tartós emberhiány lépett föl. Az 1792-es törvény, amely tiltotta a hadseregbe való feketék besorozását, az Egyesült Államok hadseregének hivatalos politikájává vált 1862-ig. Az egyetlen kivétel Louisiana volt, a megvásárlásakor mentességet kapott, amely lehetővé tette számára, hogy nem kell alkalmaznia azokat a törvényeket, amelyek ellentétes hagyományaival és szokásaival. Louisiana megengedte a különálló fekete milíciaegységek létrehozását, amelyek a felszabadított feketékből állt.
Egy milíciaegység, a szabad színes férfiak louisianai zászlóalja és egy fekete katonai egység Santo Domingóból felajánlotta szolgálatait, Andrew Jackson tábornok a New Orleans-i csatában fogadta őket, az amerikai győzelemmel véget ért csata után a háború is befejeződött.

## 1815-től 1840-ig
A genti szerződéstől a mexikói–amerikai háborúig az afroamerikaiak jelentős részét képezték a haditengerészetnek a békeidőben. Az 1838. szeptember 17. és 1839. szeptember 17. között gyűjtött adatokat Lewis Warrington sorhajókapitány gyűjtötte össze, az újonnan felvett újoncok számával együtt és a haditengerészet titkárának memorandumként továbbította. Ez a dokumentum öt haditengerészeti felvételi állomás adatait tartalmazza, összesen 1016 férfit léptetek be, „ebből 122 fekete volt”.

## Mexikói–amerikai háború
A mexikói–amerikai háború alatt a hadseregben több afroamerikai személy volt, azokat a tiszteket szolgálták, akik kormányzati kárpótlást kaptak szolgáik vagy rabszolgáik szolgálataiért. Emellett a szabad színes férfiak louisianai zászlóaljából több katona vett részt a háborúban. Számos haditengerészeti hajón is szolgáltak, beleértve a USS Treasure-on és a USS Columbuson.

## Amerikai polgárháború

A 36. színes ezred 1. százada

Az amerikai polgárháborúban 186 097 (7 122 tiszt, 178 975 besorozott) afroamerikai szolgált, 163 egységből álltak és az uniós hadseregben szolgáltak. Emellett még az uniós haditengerészetben is szolgáltak. Mind a szabad afroamerikaiak, mind az elszökött rabszolgák csatlakoztak a harchoz.
A konföderációs oldalon szabad és rabszolga feketéket munkaerőnek használtak. A háború utolsó hónapjaiban a konföderációs hadsereg kétségbeesetten további katonákat kért, ezért a konföderációs kongresszus megszavazta a feketék toborzását, amennyiben a tulajdonosuk azt engedélyezte és a katonai szolgálatot teljesítőknek megígérték a felszabadítást. A háború befejezésekor a fekete egységek kiképzés alatt álltak, így nem kellett harcolniuk.
- 54. Massachusettsi gyalogezred

## Indián háborúk

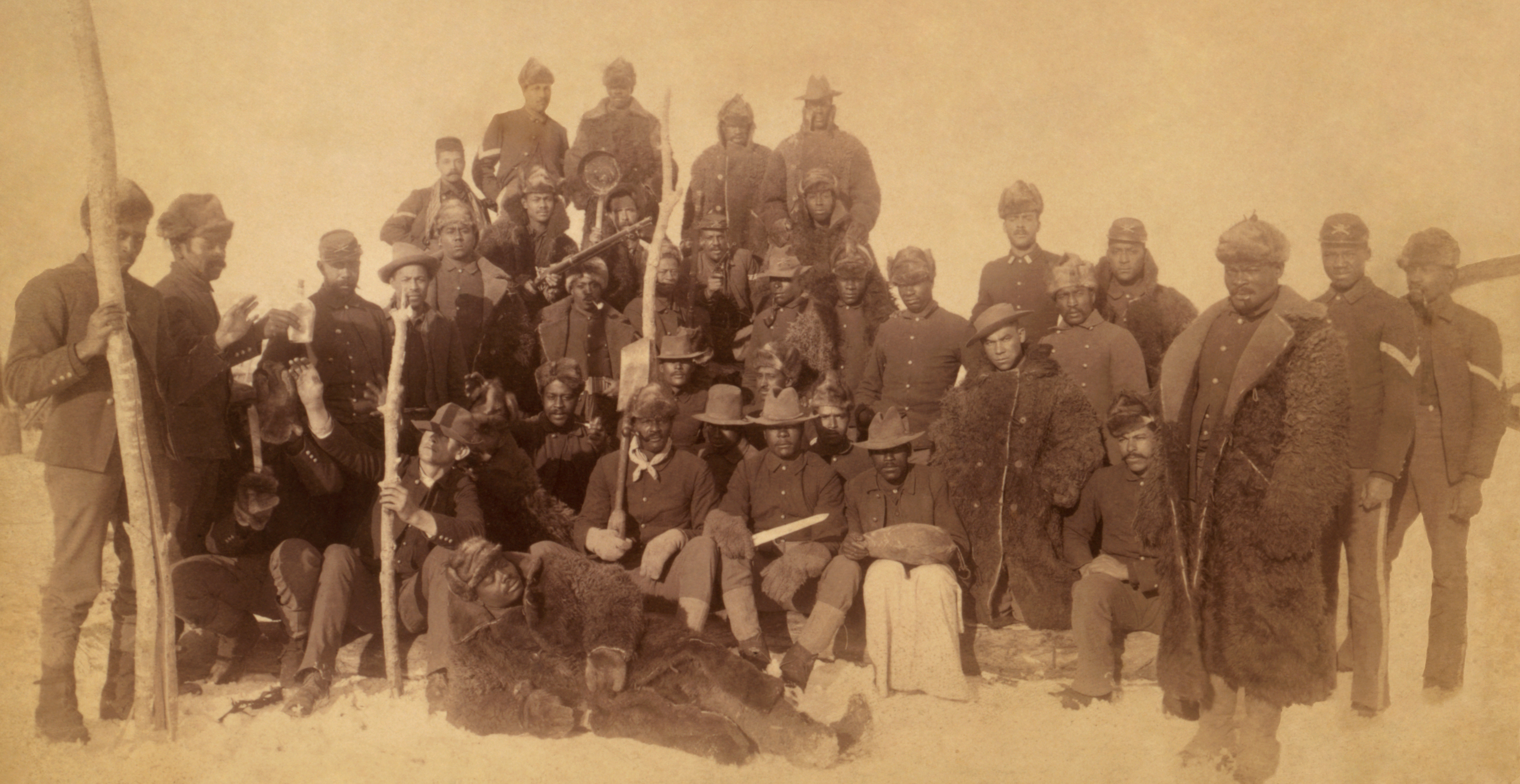
A 25. gyalogezred 1890-ben

1863-tól a 20. század elejéig a hadsereg az afroamerikai egységeket használta fel az indiánok elleni küzdelemre. A legjelentősebbek ebben a Buffalo-katonák voltak:
- 9. lovassági ezred
- 10. lovassági ezred
- 24. gyalogezred
- 25. gyalogezred

Az amerikai polgárháború végén a hadsereg átszervezte és engedélyezte két fekete lovassági ezred (a 9. és a 10. amerikai lovasság) létrehozását. Négy gyalogsági ezred (38., 39., 40. és a 41.) is ugyanekkor alakultak meg. 1869-ben a négy gyalogezredet két új (24. és 25.) gyalogezreddé egyesítették. Ezek az egységek olyan feketékből álltak, akiket fehér tisztek, például Benjamin Grierson, és néha afroamerikai tisztként, például Henry O. Flipper vezetett. A „bölény katonák” különböző feladatot láttak el a határ mentén az útépítéstől az amerikai posta őrzéséig.
Ezek az ezredek különböző helyeken szolgáltak, de a legtöbbet az USA délnyugati részén és a prérin. Ebben az időszakban a legtöbb katonai hadjáratban részt vettek ezeken a területeken. A négy ezredből tizenhárom közkatona és hat tiszt érdemelték ki a Medal of Honor kitüntetést az indián háborúk idején.

## Spanyol–amerikai háború

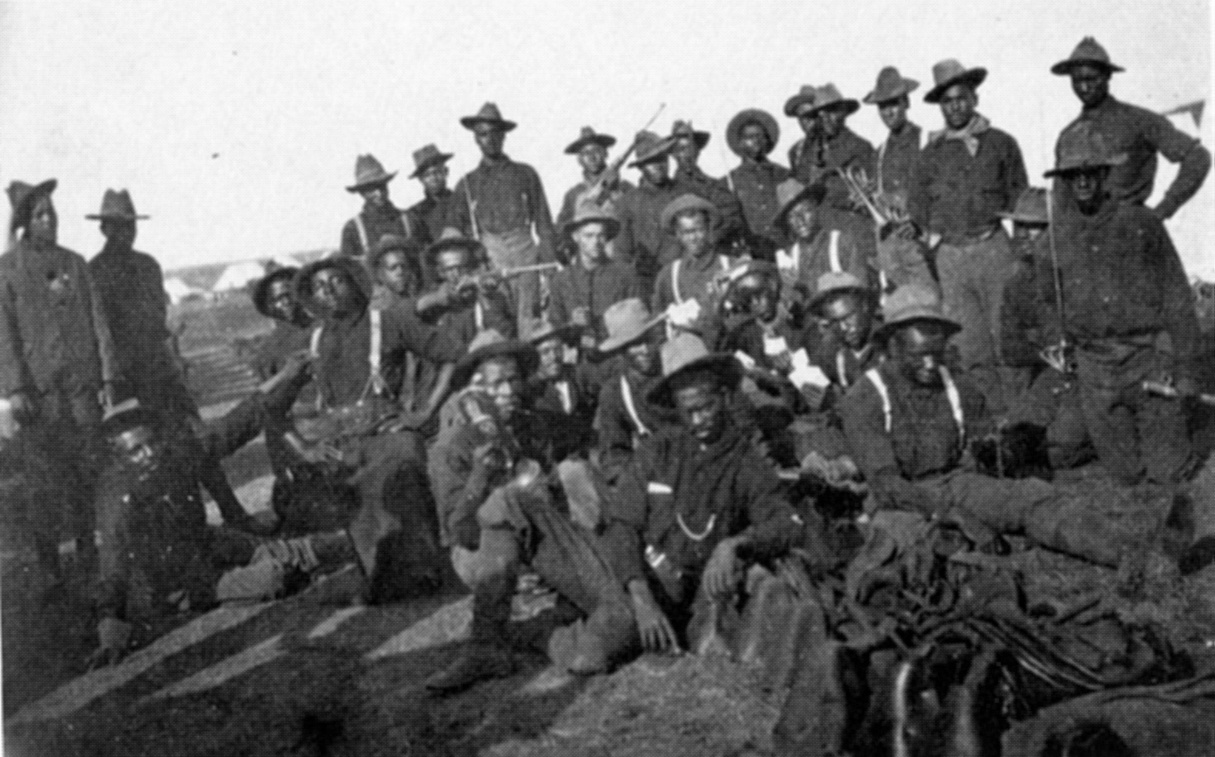
Szegregált század a spanyol–amerikai háború alatt, Wikoff tábor 1898-ban

Miután az indián háborúk az 1890-es évek végén befejeződtek, az ezredek továbbra is szolgáltak és részt vettek a spanyol–amerikai háborúban, azon belül a San Juan-hegyi csatában, ahol még öt Medal of Honor kitüntetést szereztek. Az 1916-os megtorló expedícióban is részt vettek Mexikóban.

### Egységek
A spanyol–amerikai háborúban az állandó hadseregben szolgáló afroamerikaiak mellett, öt afroamerikai önkéntes gyalogság és hét afroamerikai nemzeti gárda egység működött.
Önkéntes gyalogságok:
- 7. amerikai önkéntes gyalogság (színes csapatok)
- 8. amerikai önkéntes gyalogság (színes csapatok)
- 9. amerikai önkéntes gyalogság (színes csapatok)
- 10. amerikai önkéntes gyalogság (színes csapatok)
- 11. amerikai önkéntes gyalogság (színes csapatok)

Nemzeti gárda:
- 3. Alabamai önkéntes gyalogság (színes csapatok)
- 8. Illinois-i önkéntes gyalogság (színes csapatok)[19]
- A és B század, 1. indián önkéntes gyalogság (színes csapatok)
- 23. Kansasi önkéntes gyalogság (színes csapatok)
- 3. Észak-karolinai önkéntes gyalogság (színes csapatok) [20]
- 9. Ohiói önkéntes gyalogság (színes csapatok)
- 6. Virginiai önkéntes gyalogság (színes csapatok)

Ezen egységek közül csak a 9. amerikai, a 8. Illinois-i és a 23. Kansasi egységek szolgáltak az Egyesült Államokon kívül a háború alatt. Mindhárom egység Kubában szolgált és nem szenvedtek veszteséget a harcokban.

## Fülöp-szigeteki–amerikai háború
A párizsi szerződést követően a Fülöp-szigetek szigetei az Egyesült Államok gyarmatává váltak. Amikor az amerikai hadsereg elkezdett katonákat küldeni a szigetekre, az őshonos lázadók, akik már harcoltak a korábbi spanyol uralom ellen, szembeálltak az amerikai gyarmatosítással, ami felkeléshez vezetett. A Fülöp-szigeteki–amerikai háborúba az amerikai hadsereg színes ezredeket és egységeket is küldött, hogy megállítsák a felkelést. Azonban az afroamerikai katonák megkülönböztetése miatt, néhányan átálltak a Fülöp-szigeteki hadseregbe.
Az egyik dezertált David Fagen volt, aki századosi rangot kapott a Fülöp-szigeteki hadseregben. Fagen az amerikai hadsereg 24. ezredében szolgált, de 1899. november 17-én dezertált a filippínó hadseregbe.
 Sikeres gerillavezető lett, és elfogása az amerikai hadsereg és az amerikai nyilvánosság megszállottsága lett. Dezertálásának oka az amerikai megszálló erőkben a fekete katonák felé történő megkülönböztetés, akiket gyakran neveztek „niggereknek”.
Miután két másik fekete dezertált katonát elfogtak és kivégeztek, Theodore Roosevelt elnök bejelentette, hogy befejezik az elfogott dezertáltak kivégzését. Amint a háború véget ért, az Egyesült Államok amnesztiát adott az ellenfelek többségének. Jelentős vérdíjat tűztek ki az árulónak minősülő Fagen fejére. További sorsáról két, egymásnak ellentmondó információ ismert: az egyik szerint az övé volt az a részlegesen lebomlott fej, amiért valaki megkapta a kitűzött vérdíjat, a másik szerint egy helyi nőt vett feleségül és békésen éltek a hegyekben.

## Az első világháború

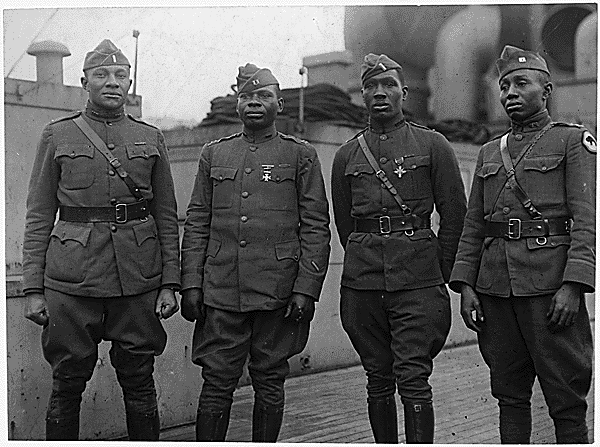
Az I. világháborús szolgálatból hazatért 366. gyalogezred tisztviselői

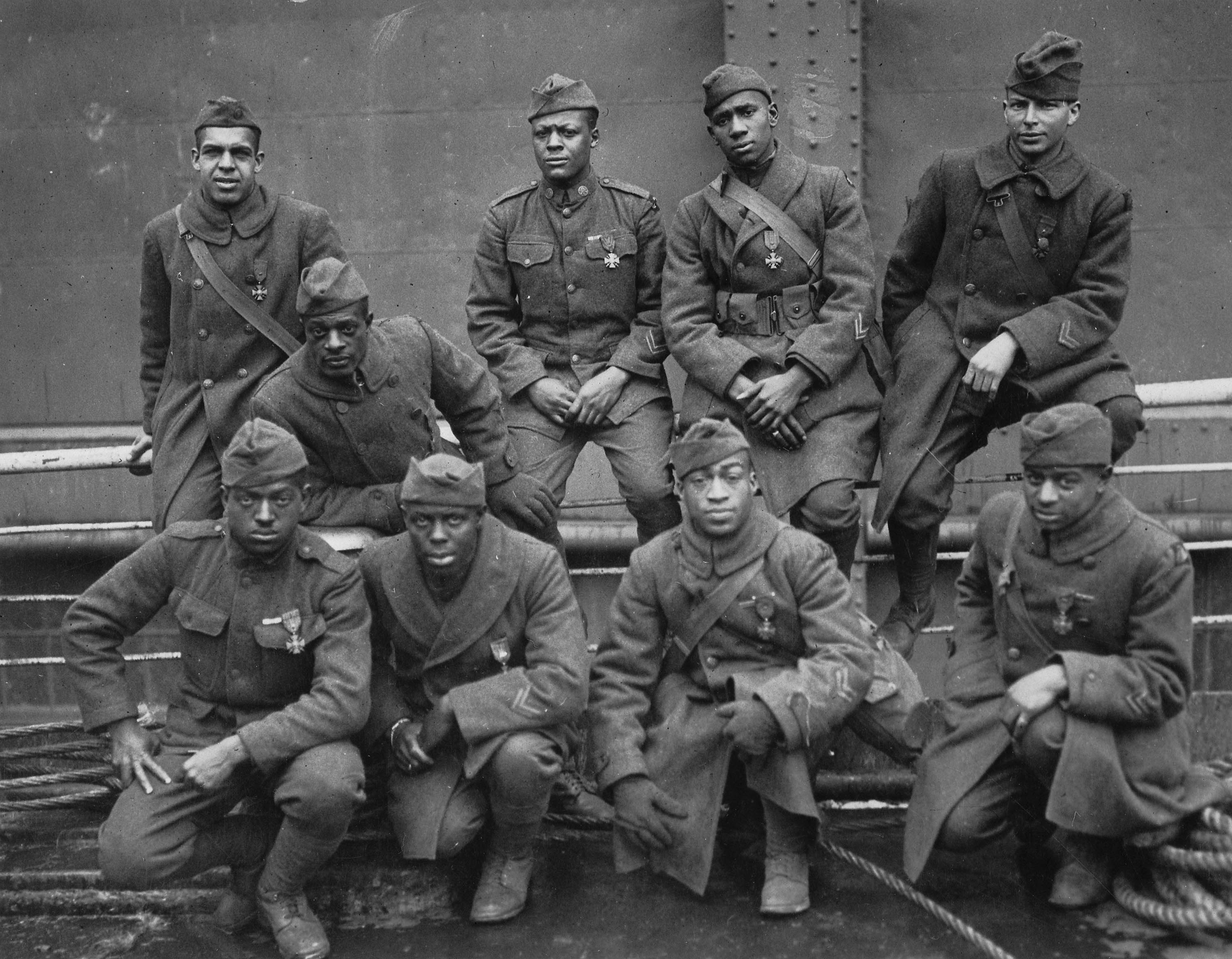
369. gyalogezred katonái, akik megkapták a francia Croix De Guerre katonai kitüntetést 1919-ben

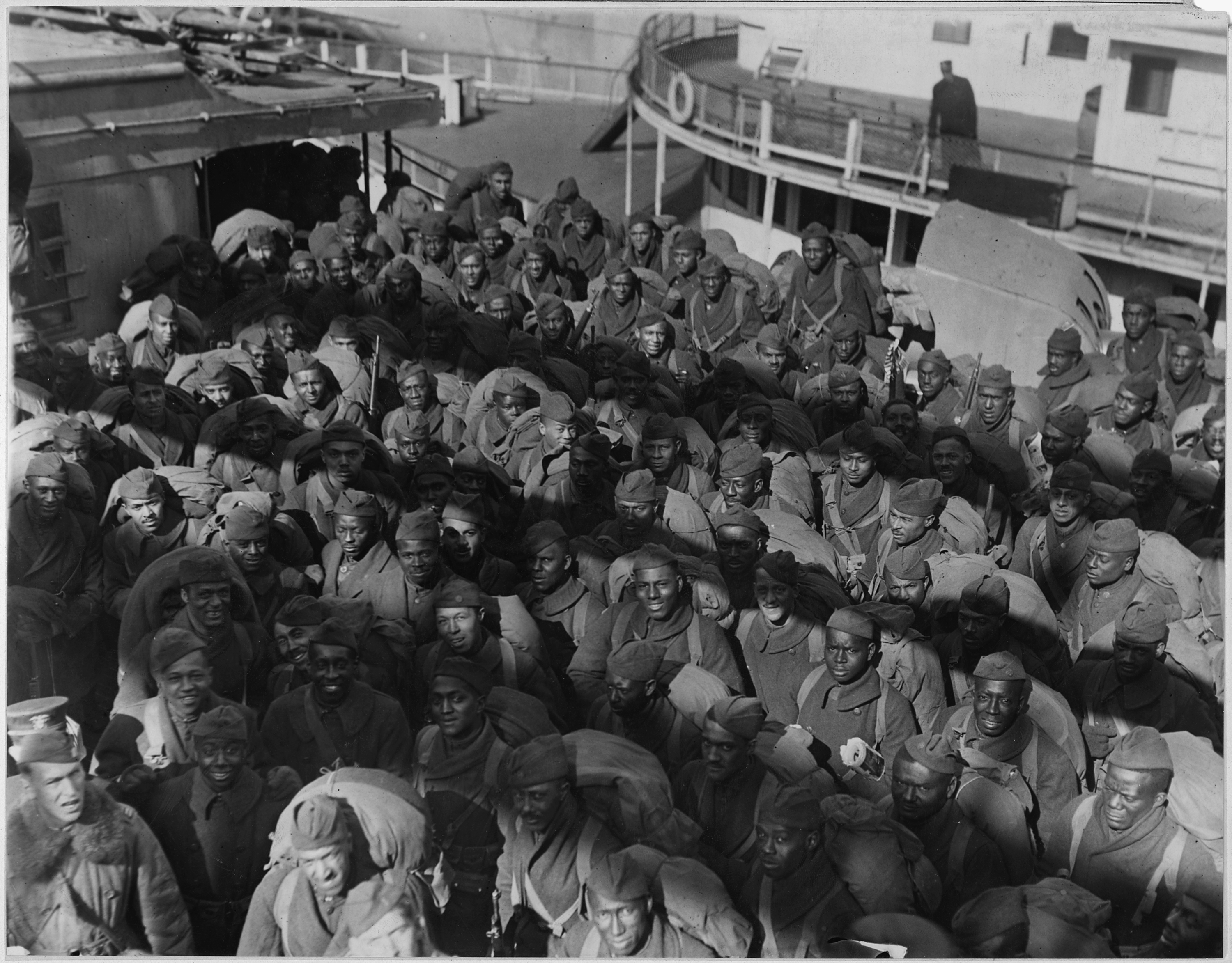
351. tüzérségi zászlóalj Louis utasszállító hajó fedélzetén

Az USA fegyveres erői továbbra is elkülönültek az első világháború idején. Mégis, sok afroamerikai lelkesen önként jelentkezett be a szövetségesekhez, miután Amerika belépett a háborúba. Az 1918. november 11-én Németországgal kötött fegyverszünet idején több, mint 350 000 afroamerikai szolgált a nyugati fronton lévő amerikai expedíciós erőkkel.
A legtöbb afroamerikai egység támogató szerepkört töltött be és nem vettek részt tényleges harcokban. Azonban jelentős szerepet játszottak az amerikai háborús erőfeszítésekben. Például a "Harlem Hellfighters" néven ismert 369. gyalogezredet a francia hadsereghez rendelték, és hat hónapon keresztül szolgáltak a frontvonalakon. A 369. gyalogezredből 171 katona kapta meg a Legion of Merit kitüntetést.
Freddie Stowers tizedes, a 371. gyalogezredből, akit a 157. francia hadosztályához rendeltek ki, posztumusz Medal of Honor kitüntetést kapott 1991-ben. Az egyetlen afroamerikai, akit megtiszteltek az első világháborúban végrehajtott műveletekért, Franciaországban. Stowers a német lövészárkot támadta, továbbra is vezette és bátorította az embereit, miután kétszer megsebesült. Belehalt a sebeibe, de az emberei folytatták a harcot és végül legyőzték a német csapatokat. Nem sokkal a halálát követően jelölték a Medal of Honor kitüntetésre, de a hadsereg szerint a jelölés nem volt helyénvaló. 1990-ben, a kongresszus nyomására a hadsereg vizsgálatot kezdeményezett. A vizsgálat eredményei alapján a Hadsereg Kitüntetési Tanácsa jóváhagyta Stowers kitüntetését. 1991. április 24-én, halála után 73 évvel, a Fehér Házban George H. W. Bush elnök adta át a tiszteletbeli Medal of Honor kitüntetést Stowers két nővérének. Stowers Medal of Honor kitüntetéséhez vezető vizsgálat, később hasonló eredményhez vezetett hat afroamerikai katonánál a második világháborúban végrehajtott műveletekért. Vernon Baker volt az egyetlen élő veterán, aki még életében megkapta a kitüntetést.

### Egységek
Az első világháborúban szolgált leginkább figyelemreméltó afroamerikai egységek:
- 92. gyaloghadosztály[29]
  - 366. gyalogezred
- 93. gyaloghadosztály
  - 369. gyalogezred ("Harlem Hellfighters", korábban "15. New York-i Nemzeti Gárda"
  - 370. gyalogezred (korábban "8. Illinois")[30][31]
  - 371. gyalogezred
  - 372. gyalogezred

Támogató és további egységek:
- Hentes századok 322. és 363.
- Rakodómunkás ezredek 301. 302. és 303.
- Rakodómunkás zászlóaljak 701. és 702.
- Mérnöki szolgálatos zászlóaljak 505.
- Munkaügyi zászlóaljak 304. 317. 329. és 357.
- Munkásszázadok 301. és 324.
- Utász gyalogsági zászlóaljak 801-809. 811. 813-816.[32]

## A két világháború közti időszak
Annak ellenére, hogy az USA kormánya névlegesen semleges volt a fasiszták Etiópia ellen folytatott háborúban, és a nácik a második spanyol köztársaság ellen folytatott háborúban a 30-as években, az afroamerikaiak nehezen voltak semlegesek és sokan antifasisztává váltak.

### Abesszíniai háború
1935. október 4-én a fasiszta Olaszország betört Etiópiába. Libéria mellett Etiópia volt a másik nem gyarmatosított afrikai ország, az etiópiai behatolás mélyreható választ adott az afroamerikaiak körében. Az afroamerikaiak gyűjtöttek pénzt az orvosi ellátásra, és sokan önként jelentkeztek, hogy harcoljanak az afrikai királyságért. Nyolc hónapon belül az olasz erők fejlett fegyverzetével és mustárgázaival legyőzték Etiópiát.
Sok évvel később Hailé Szelasszié etióp császár így kommentálta az erőfeszítéseket: "Soha nem felejthetjük el azt a segítséget, amelyet Etiópia kapott a néger amerikaiaktól a válság idején. Az afrikai származású amerikaiak nem felejtették el a testvéreiket, és kiálltak mellettünk."

### Spanyol polgárháború
Amikor Franco tábornok fellázadt a második spanyol köztársaság ellen, számos afroamerikai elkötelezte magát a spanyol köztársaság mellett. Sok afroamerikai, aki az Abraham Lincoln Dandárban szolgált, kommunista eszméket vallott. Ezek között szerepelt Vaughn Love, aki a spanyol lojalista ügyért küzdött, mert úgy ítélte meg, hogy a fasizmus „az összes fekete törekvés ellensége”.
Az afroamerikai aktivista és az I. világháborús veterán Oliver Law, aki a spanyol polgárháború alatt küzdött az Abraham Lincoln Dandárban, úgy vélik, hogy ő volt az első afroamerikai tiszt, aki egy integrált katonai egységét irányított.
James Peck egy afroamerikai férfi volt Pennsylvániából, katonai pilóta szeretett volna lenni az amerikai hadseregnél, de elutasították.  Ezután 1938-ig a spanyol köztársaság légierőjében szolgált. Peck öt spanyol nacionalista Aviación Nacional repülőt, kettő He 51-es repülőt a német Condor légió kötelékéből, és három Fiat CR.32-es fasiszta olasz repülőt lőtt le.
Salaria Kea fiatal afroamerikai ápolónő volt a Harlem Kórházból, aki katonai nővérként szolgált a spanyol polgárháborúban. Ő volt a két afroamerikai női önkéntes egyike a háború sújtotta spanyol köztársaság területén. Mikor Salaria visszatért Spanyolországból, megírta a Negro Nurse in Spain című könyvet, és megpróbált pénzt gyűjteni a spanyol köztársaság számára.

## A második világháború

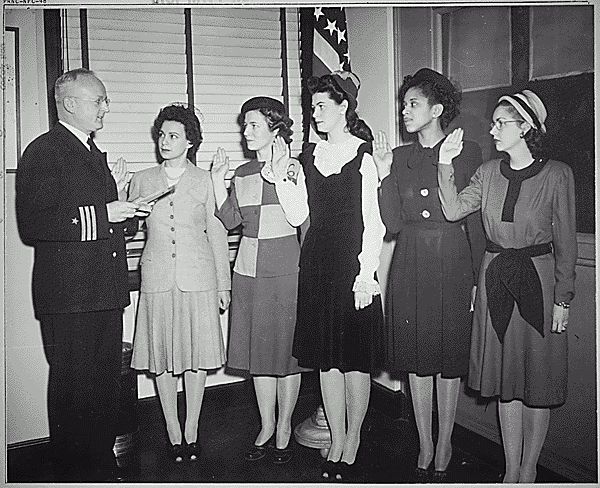
Phyllis Mae Dailey leteszi a haditengerészeti esküt mint az első afroamerikai nő a második világháborúban

Annak ellenére, hogy az Egyesült Államok hadseregébe magas felvételi aránya volt az afroamerikaiaknak, nem részesültek egyenlő bánásmódban. A felvonulásokon, egyházi miséken, közlekedésben és az étkezdékben a feketéket elkülönítették. A női hadtest (WAC) 1941 januárjában megváltoztatta a felvételi politikáját, lehetővé téve az afroamerikai nők számára, hogy csatlakozzanak a hadsereg ápolók soraihoz a háborús erőfeszítések megerősítése érdekében. A férfiakhoz hasonlóan a fekete nők is külön képzést kaptak, alsóbbrendű lakókörnyezetet és kevesebb adagot. Fekete ápolónők a fehér kollégákkal integrálódtak a mindennapi életbe, gyakran érezték a megsebesített fekete katonákkal szembeni megkülönböztetés és rágalmazás fájdalmát.
Elizabeth "Tex" Williams 1944 és 1970 között afroamerikai katonai fotósként szolgált a női hadsereg hadtestében. Egyesek szerint, az idejében ő volt az egyik legsikeresebb női fotósa.
A haditengerészet 1945. január 25-ig nem változtatta meg a politikáját, a fekete nőkkel szemben. Az első afroamerikai nő, akit felvettek haditengerészetbe, Phyllis Mae Dailey, nővér és a New York-i Columbia Egyetem hallgatója volt. Ő volt az első a négy afroamerikai nő közül, aki a haditengerészetben szolgált a második világháború idején.
Sok afroamerikai szolgálta országát a második világháború idején. 125 000 afroamerikai szolgált a tengerentúlon a második világháborúban. Híres szegregált egységek, mint például a Tuskegee Airmennek nevezett pilóták által nevezetessé vált 332. vadász-, a 477. bombázó egység és a 761. harckocsi zászlóalj, valamint a kevésbé ismert, de ugyanolyan megkülönböztetett 452. légvédelmi tüzérségi zászlóalj, bizonyították értéküket a harcokban, ami az amerikai fegyveres erők deszegregációját eredményezte, 1948 júliusában Harry S. Truman a 9981-es végrehajtási rendeletén keresztül.

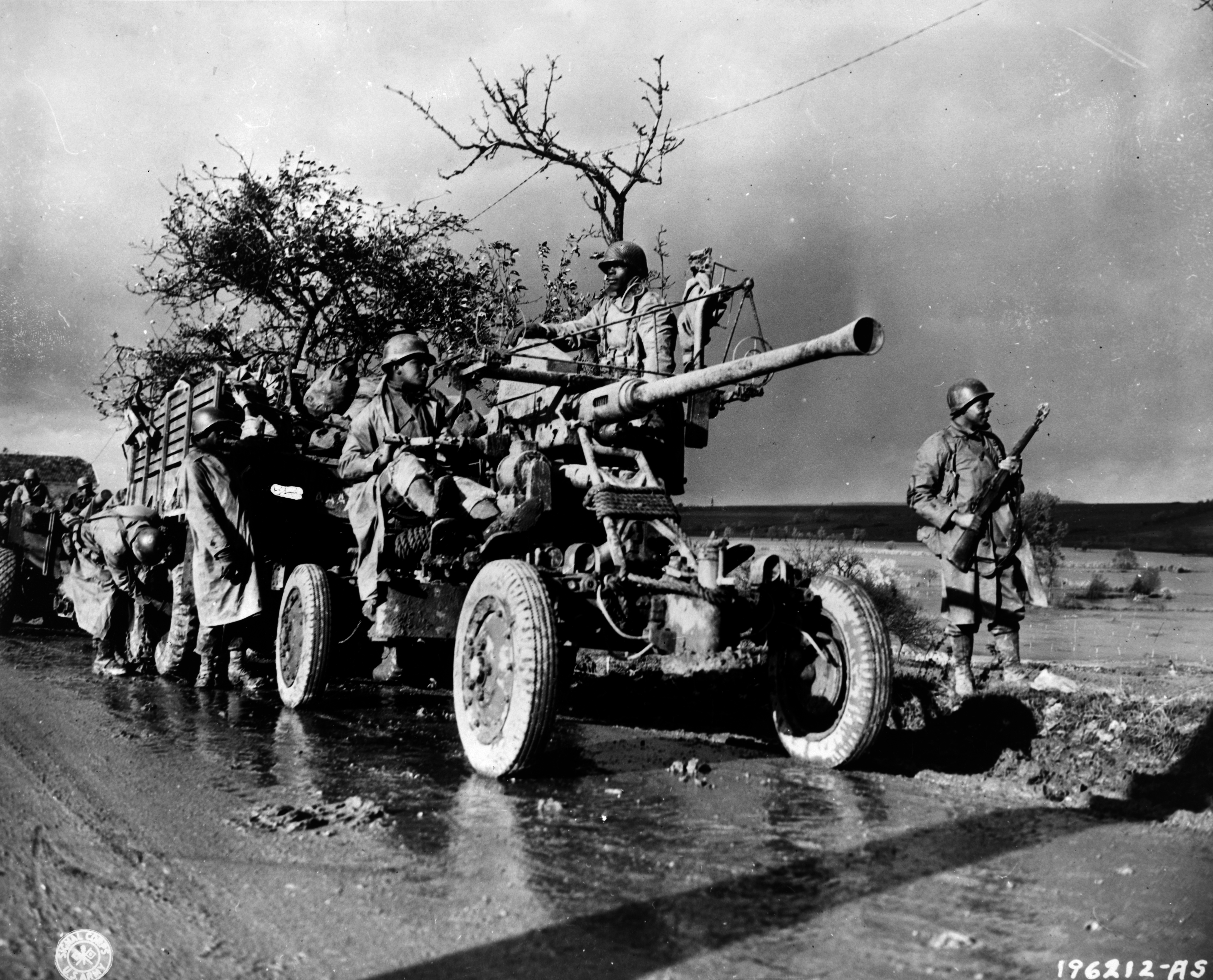
A 452. légvédelmi tüzérségi zászlóalj 1944. november 9-én

Benjamin O. Davis Jr. a Tuskegee Airmen parancsnokaként szolgált a háború alatt. Később az Egyesült Államok légierőjének első afroamerikai tábornokává vált. Apja, Benjamin O. Davis, Sr. volt az első afroamerikai dandártábornok a hadseregben (1940).
Doris Miller, egy haditengerészeti étkezdei dolgozó volt, az első afroamerikai, aki átvehette a Navy Cross kitüntetést, amelyet a Pearl Harbor elleni japán támadás során ítéltek oda. Miller önként egy légvédelmi fegyverrel lőtt a japán repülőgépekre, annak ellenére, hogy a fegyver használatát korábban nem tanulta ki.
1944-ben az Arany Tizenhármas lett a haditengerészet első afroamerikai megbízott tisztjei. Gravely Samuel L. Jr. ugyanabban az évben megbízott tisztviselővé vált, később ő lett az első afroamerikai parancsnok egy amerikai hadihajón, és az első admirális.
A Port Chicagó-i katasztrófa 1944. július 17-én történt, mintegy 2000 tonna lőszer robbant fel, amikor is a fekete tengerészgyalogosok a fehér tisztjeik nyomására sietve rakodtak hajóra. Az észak-kaliforniai robbanás 320 katonát és polgári dolgozót ölt meg, többnyire feketéket. Egy hónappal később Port Chigagóban lázadás tört ki, 50 afroamerikai tengerész tagadta meg a lőszerek ugyanolyan veszélyes körülmények között való rakodását, az amerikai haditengerészet történetében az egyetlen eset volt, hogy egy teljes katonai tárgyalás zajlott le a haditengerészettel szemben. A tárgyalást az akkori fiatal ügyvéd Thurgood Marshall megfigyelte, és az összes alperes elítélésével véget ért. A tárgyalást azonnal és később is bírálták, mert a lázadók nem tartották be a lázadásra vonatkozó törvényeket, és hatással volt a deszegregáció a tárgyalásra.

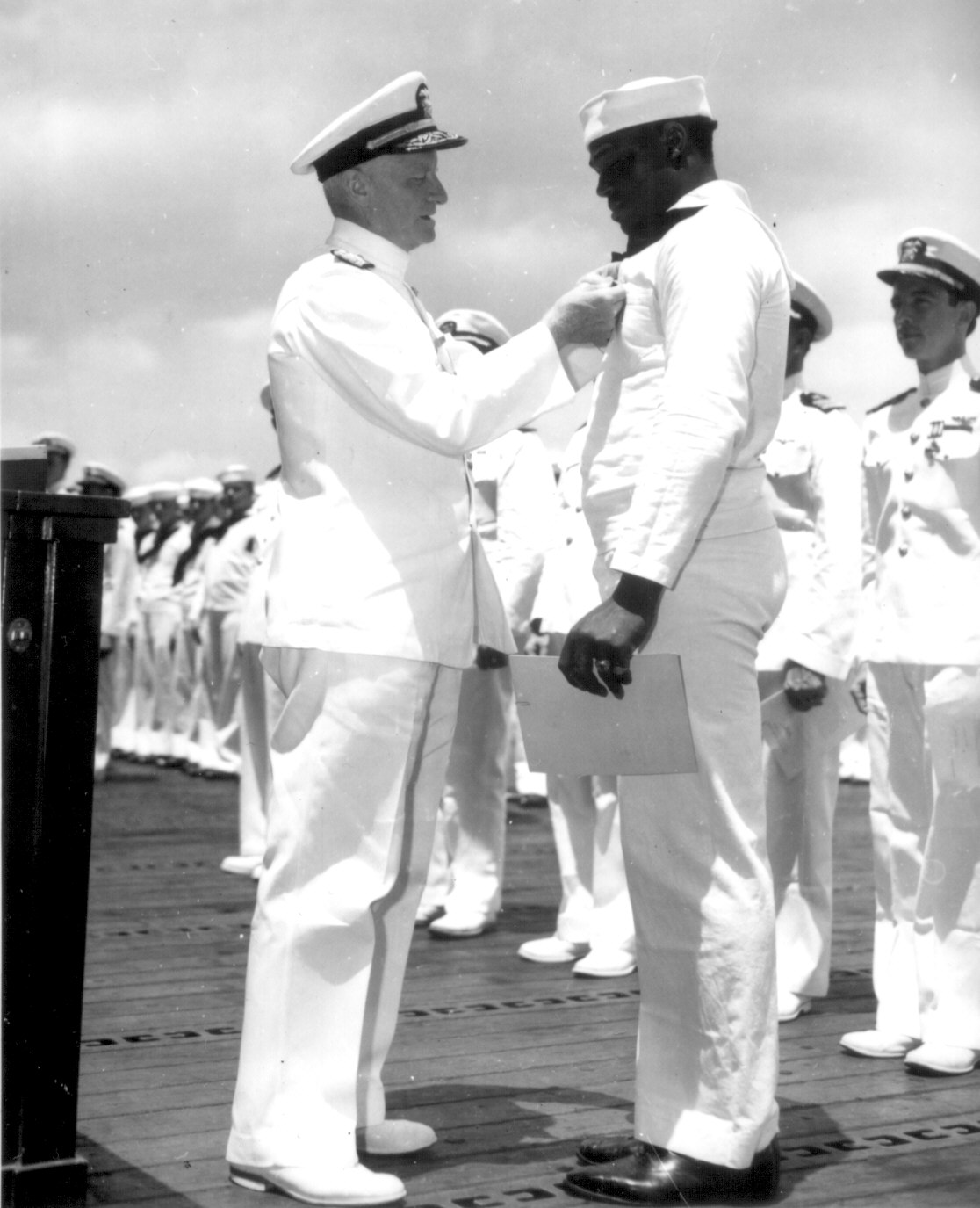
1942. május 27-én Pearl Harborban, egy hadihajón tartott ünnepségen Chester Nimitz admirális kitünteti Doris Millert a haditengerészeti kereszttel

A második világháború alatt a legtöbb afroamerikai katona még csak teherautó-vezetőként és rakodómunkásokként szolgált, (kivéve néhány különálló tank-zászlóaljat és a légierő kísérő vadászrepülőgépeit). Egyenruhás afroamerikai nők válaszoltak a kötelességszolgálatra, ápolóként, szegecselőként, postai hivatalnokként, ügyintézőként, gépíróként, gyorsíróként, ellátó ügyintézőként vagy motoros-járművezetőként dolgoztak. Az ardenneki offenzíva közepén, 1944 decemberében Eisenhower tábornok nem tudott utánpótlást biztosítani a fennálló fehér századok számára. Ennek következtében eldöntötte, hogy egy fehér hadnagy parancsnoksága alatt 2000 önkéntes fekete katonával segít feltölteni ezeket a századokat. Ezek a szakaszok megkülönböztetéssel szolgáltak, 1945 nyarán egy katonai felmérés szerint, ezeket a szakaszokat 84%-ban kitűnőnek, és 16%-ban elég jónak rangsorolta. Azok a fehér tisztek vagy katonák, akik a feketékkel együtt harcoltak, a „szerencsétlen” besorolást kapták. A megszállt Németországban ezek a szakaszok gyakran rasszista bánásmódban részesültek, a fekete katonákat gyorsan visszavitték a régi elkülönített egységeikbe. Tiltakozásuk ellenére, mégis visszakerültek a régi nem harci szolgálati egységeikbe, azonban, ezek a bátor afroamerikai katonák segítettek véget vetni a háborúnak. Bár a háború után nagyrészt felhagytak a fekete harci csapatokkal, de az ideiglenes kísérlet sikeresnek bizonyult – ez egy kicsi, de fontos lépés volt a folyamatos integráció felé a koreai háború alatt. A második világháború alatt összesen 708 afroamerikai katonát öltek meg harcban.
1945-ben Frederick C. Branch lett az amerikai haditengerészet első afroamerikai tisztje. 1965-ben Marcelite J. Harris vezérőrnagy lett az amerikai légierő első afroamerikai női tisztje.

### Egységek
Szárazföldi csapatok:
- 92. gyaloghadosztály
  - 366. gyalogezred
  - 370. gyalogezred
- 93. gyaloghadosztály
  - 369. gyalogezred
  - 371. gyalogezred
- 2. lovassági osztály
  - 4. lovassági dandár
    - 10. lovassági ezred
    - 27. lovassági ezred[50]

  - 5. lovassági dandár
    - 9. lovassági ezred
    - 28. lovassági ezred[50][51][52]
- Nem osztott egységek
  - Ballonzáras egységek
    - Ballonzáras zászlóalj

  - Légvédelmi egység
    - Légvédelmi zászlóalj

  - Gyalogsági egységek

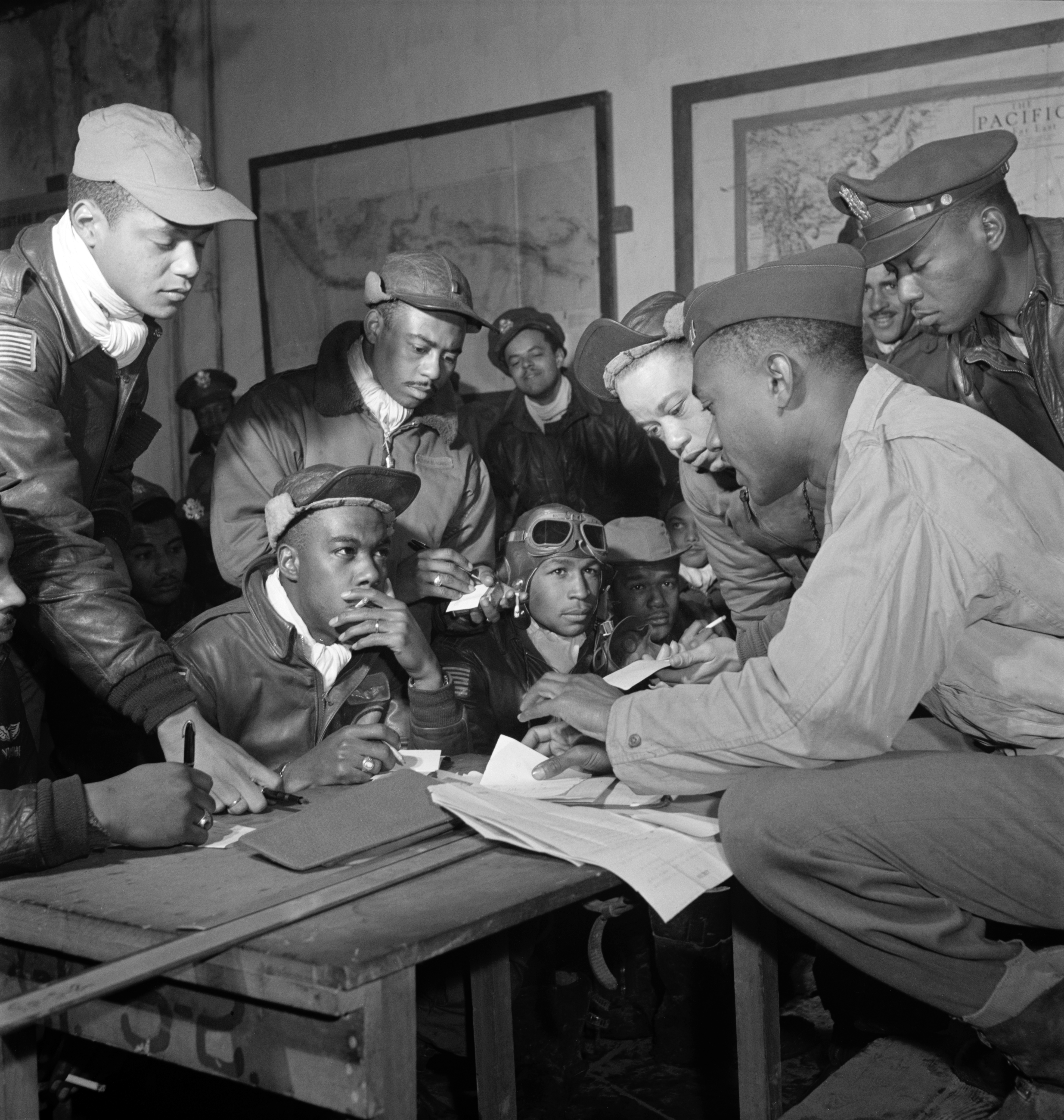
Néhány Tuskegee pilóta az olaszországi Ramitelliben 1945 márciusában

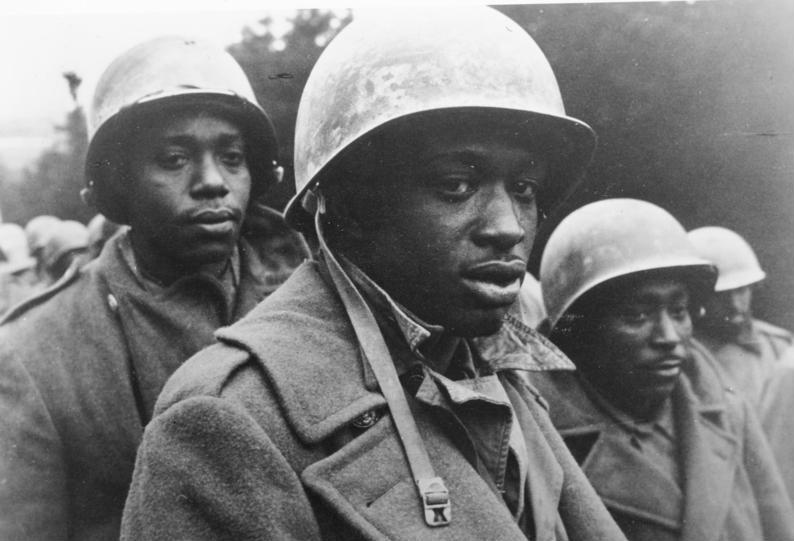
Afroamerikai hadifoglyok az ardenneki offenzíva alatt, 1944 decembere

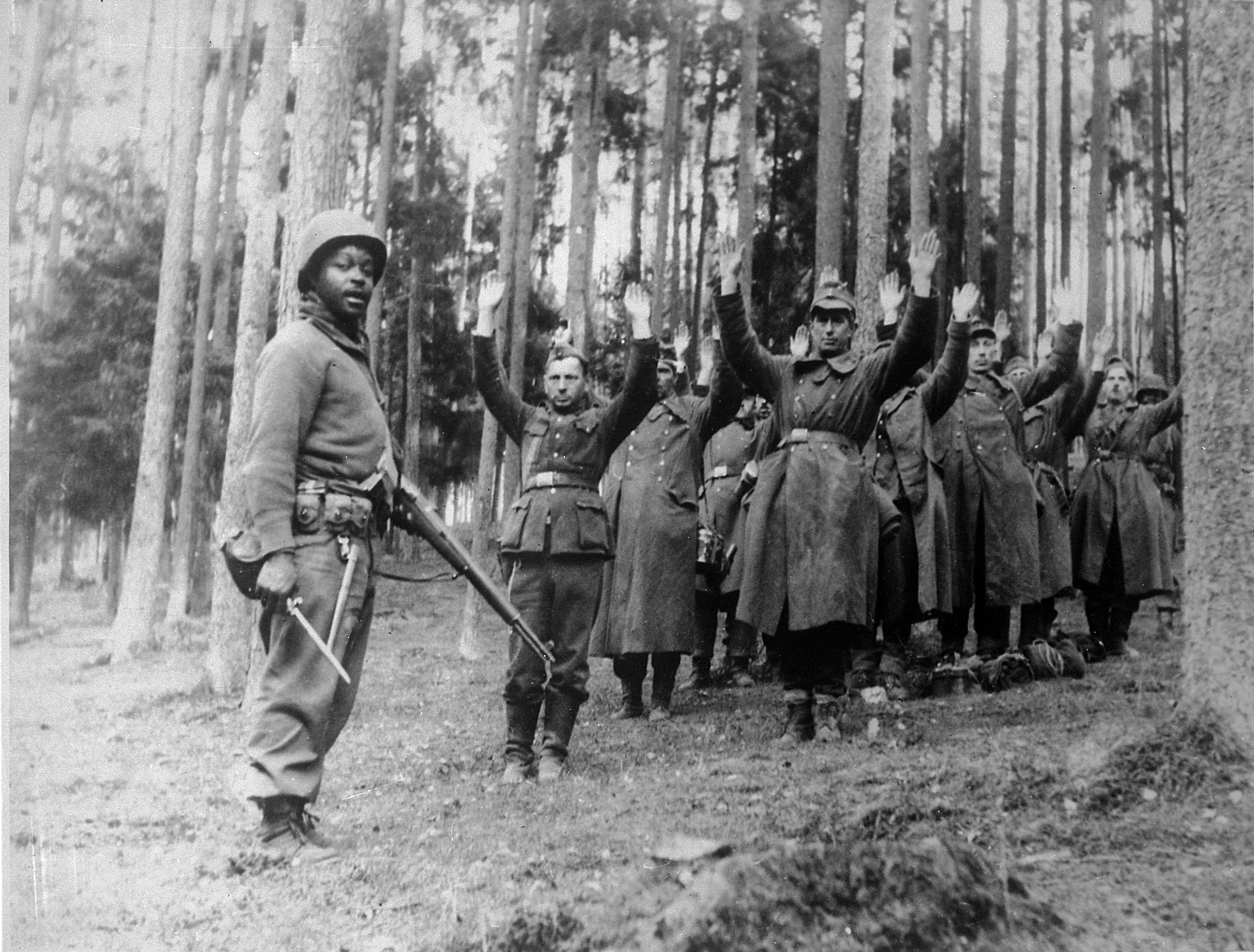
A 12. páncélos hadosztály katonája német hadifoglyokkal, 1945 áprilisa

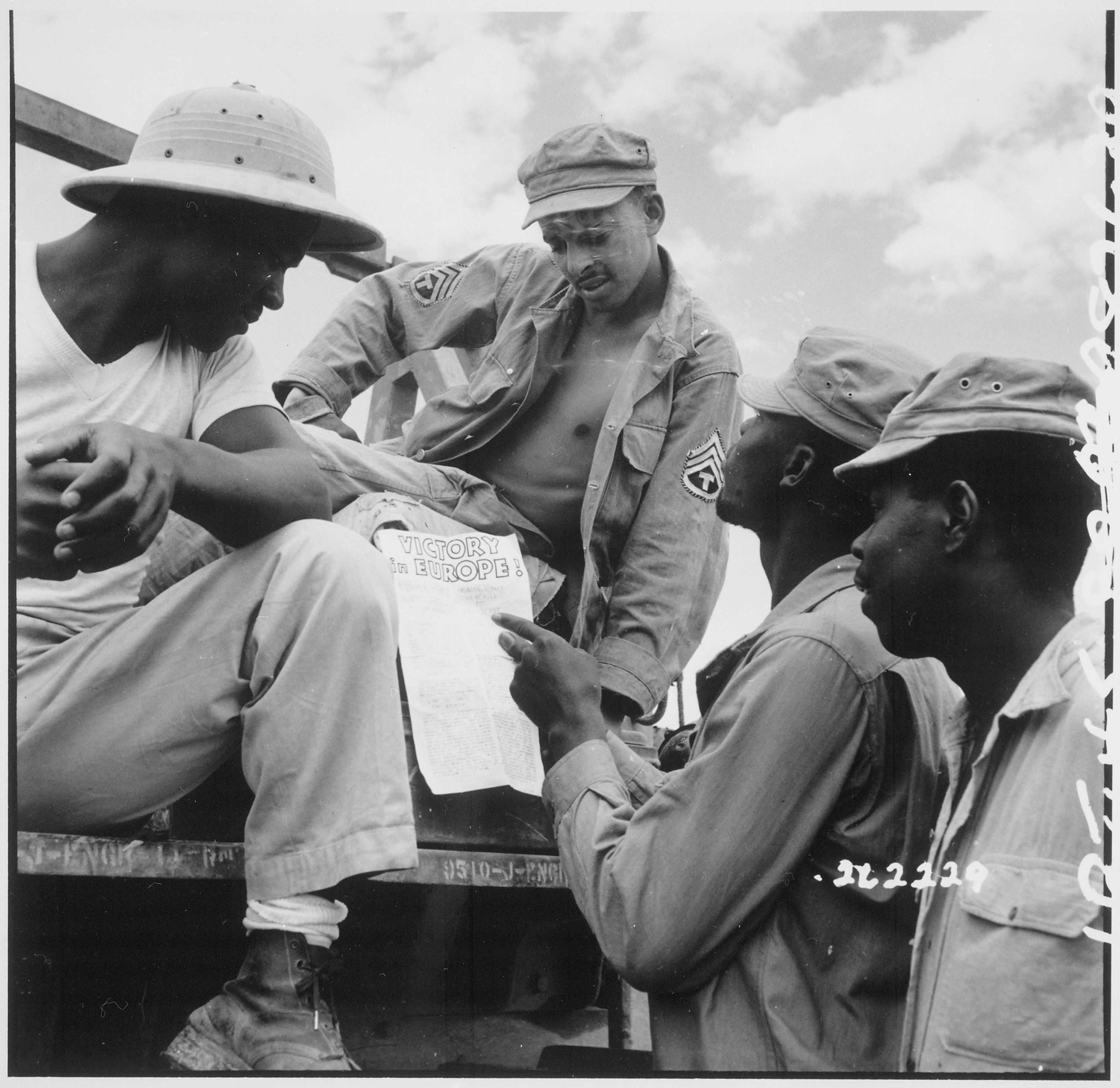
Afroamerikai katonák Burmában rövid időre megállnak, hogy elolvassák Truman elnök 1945. május 9-i európai győzelmi kiáltványát

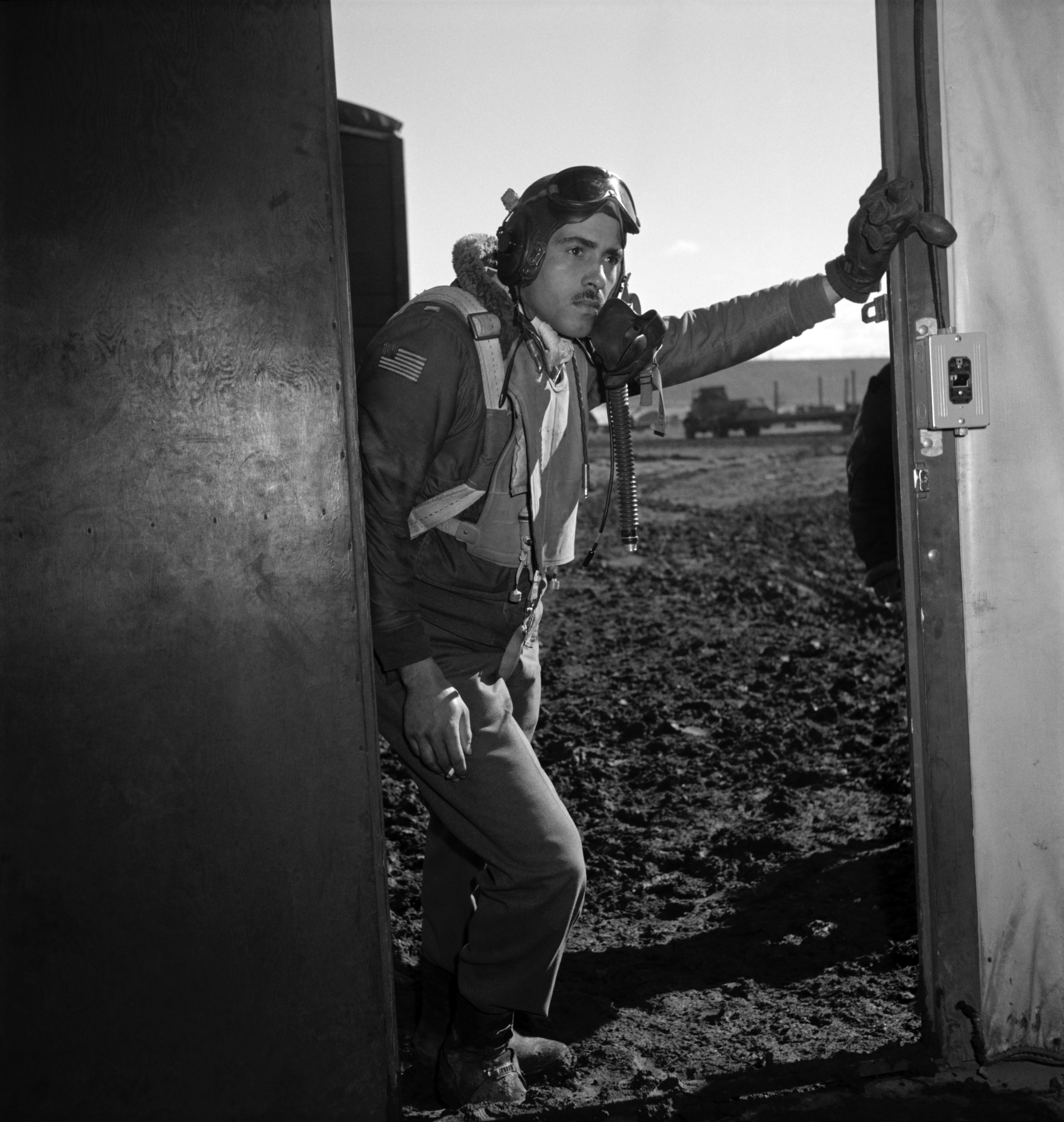
A Tuskegee Airmen csapat tagjai voltak az első afroamerikai pilóták az Egyesült Államok katonai történetében. Megkülönböztetőjelzéssel repültek a II. Világháború alatt. Az 1945 márciusában készült kép Toni Frissell felvétele

    - 555. ejtőernyős gyalogsági zászlóalj

  - Lovassági/páncélosegységek
    - Amerikai katonai akadémia lovassági század
    - 5. felderítő repülőszázad
    - 758. harckocsi zászlóalj
    - 761. harckocsi zászlóalj
    - 784. harckocsi zászlóalj

  - Tüzérségi egységek
    - 46. tüzérségi dandár[53]
    - 184. tüzérségi ezred Illinois Nemzeti Gárda
    - 333. tüzérségi ezred[54]
    - 349. tüzérségi ezred[55]
    - 350. tüzérségi ezred[56]
    - 351. tüzérségi ezred[57]
    - 353. tüzérségi ezred[58]
    - 578. tüzérségi ezred[59]
    - 333. tüzérségi zászlóalj
    - 349. tüzérségi zászlóalj
    - 350. tüzérségi zászlóalj
    - 351. tüzérségi zászlóalj
    - 353. tüzérségi zászlóalj
    - 578. tüzérségi zászlóalj
    - 593. tüzérségi zászlóalj
    - 594. tüzérségi zászlóalj
    - 595. tüzérségi zászlóalj
    - 596. tüzérségi zászlóalj
    - 597. tüzérségi zászlóalj
    - 598. tüzérségi zászlóalj
    - 599. tüzérségi zászlóalj
    - 600. tüzérségi zászlóalj
    - 686. tüzérségi zászlóalj
    - 777. tüzérségi zászlóalj
    - 795. tüzérségi zászlóalj Illinois Nemzeti Gárda
    - 930. tüzérségi zászlóalj Illinois Nemzeti Gárda
    - 931. tüzérségi zászlóalj
    - 969. tüzérségi zászlóalj
    - 971. tüzérségi zászlóalj
    - 973. tüzérségi zászlóalj
    - 993. tüzérségi zászlóalj
    - 999. tüzérségi zászlóalj

  - Tankvadász egységek
    - 614. tankvadász zászlóalj
    - 646. tankvadász zászlóalj
    - 649. tankvadász zászlóalj
    - 659. tankvadász zászlóalj
    - 669. tankvadász zászlóalj
    - 679. tankvadász zászlóalj
    - 795. tankvadász zászlóalj
    - 827. tankvadász zászlóalj
    - 828. tankvadász zászlóalj
    - 829. tankvadász zászlóalj
    - 846. tankvadász zászlóalj

Légierő:
- 332. vadászrepülő csapat ("Tuskegee Airmen")

Haditengerészet
- 34. haditengerészeti építési zászlóalj
- 80. haditengerészeti építési zászlóalj
- 15 haditengerészeti speciális építési zászlóalj
  - 17. speciális haditengerészeti építkezési zászlóalj

Tengerészgyalogság
- 51. védelmi zászlóalj
- 52. védelmi zászlóalj
- 63 raktár- és lőszer század
  - 16. tábori raktáros zászlóalj

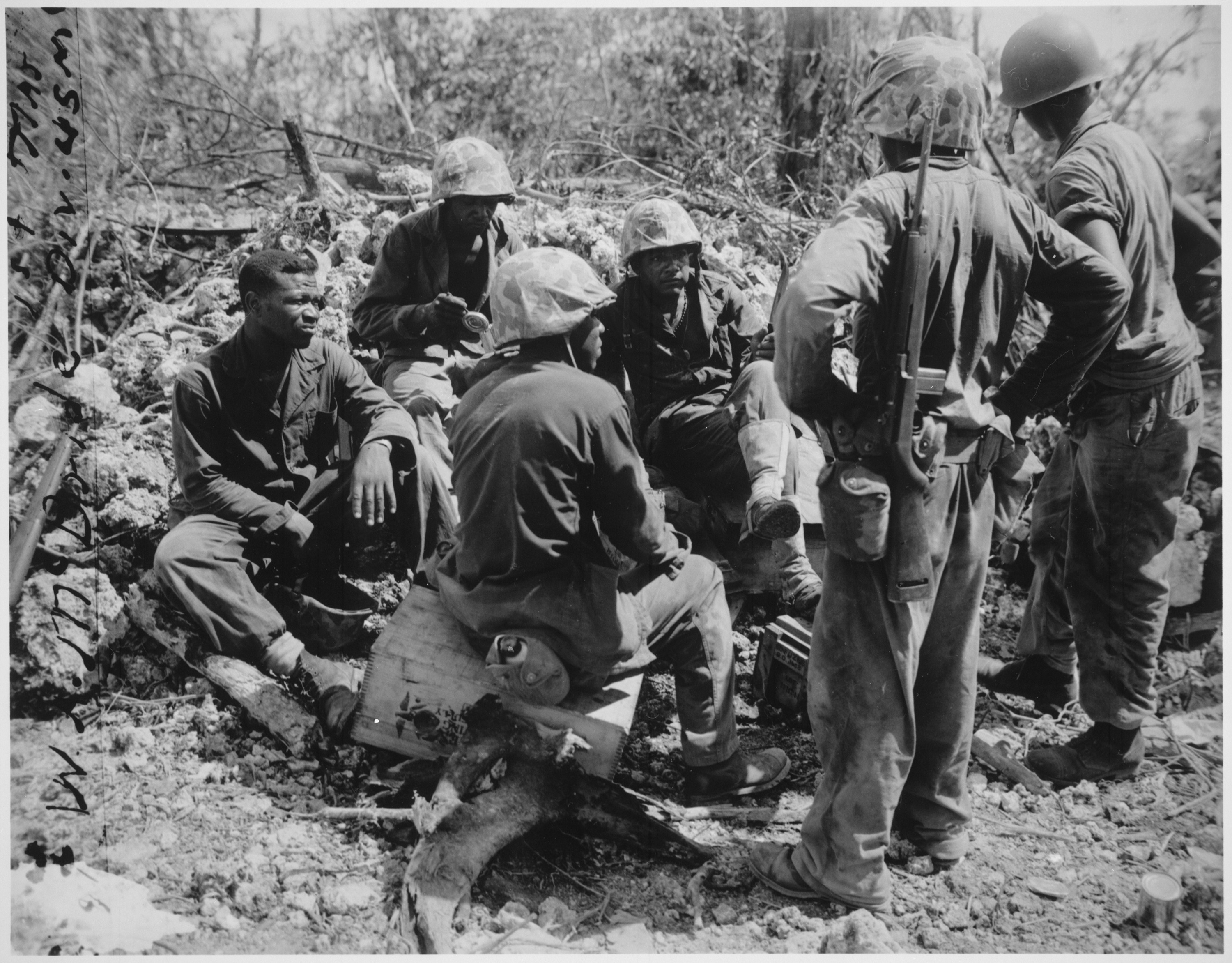
A 17. speciális haditengerészeti építkezési zászlóalj, a 7. tengerészgyalogosokkal Peleliuban nemzetközi híreket készítettek egy hivatalos amerikai haditengerészeti sajtóközleménybe

1942 februárjában a haditengerészeti műveletek vezetője Harold Rainsford Stark jó minősítésű afroamerikaiakat ajánlott az építőiparnak. Áprilisban a haditengerészet bejelentette, hogy afroamerikaiakat fog felvenni az Egyesült Államok haditengerészeti építési zászlóaljaiba. Ennek ellenére csak két szegregált zászlóaljt (34. és 80.) állítottak fel. Mindkét zászlóaljban fehér déli tisztek voltak és fekete besorozottak, azonban a tapasztalt problémák miatt a vezetőség lecserélte a tiszteket. A haditengerészetnek óriási szüksége volt a rakománykezelőkre. A harci zónában a hajók kirakodására szolgáló rakodómunkások hiánya problémát okozott. 1942. szeptember 18-án engedélyt adtak egy más típusú építési zászlóalj kifejlesztésére, amelyet a "Speciális" jelöléssel jelöltek a rakomány kezelésére. A háború végéig 41 speciális haditengerészeti építési zászlóalj felállítására kaptak megbízást, amelyek közül 15 zászlóalj szegregált volt. Ezek a speciális építési zászlóaljak később az Egyesült Államok haditengerészetének első teljesen integrált egységévé váltak. A háborúk véget vetettek ezeknek az egységeknek a leszerelésének.
1944. szeptember 15–18. között figyelemre méltóak voltak a 17. speciális haditengerészeti építési zászlóalj és a 16. tábori raktáros zászlóalj cselekedeteik Peleliunál. D-napon a 7. tengerészgyalogság olyan lehetetlen helyzetbe került, hogy nem volt elegendő katona, akik az arcvonalhoz jutva segíteni tudtak volna a sebesült bajtársaikon. Segítségükre a 17. és a 16. zászlóalj sietett. Aznap éjjel a japánok ellentámadást indítottak hajnali 02:00 órakor. A 16. tábori raktáros zászlóalj katonái úgy tettek, mint ha lőszeres utánpótlással rendelkeznének, azonban hordágyakat cipeltek és a harcvonalról visszahúzták a sérült katonákat. A 17. építési zászlóalj önként besegített a 16. zászlóaljnak a feladatban. A 17. építési zászlóalj a lőszer utánpótlás szállítása és a sebesültek segítése mellett önként vállalta annak a vonalnak a védésében, ahol 37 mm-es gyalogsági ágyúval lőttek a japánok. A 17. építési zászlóalj addig maradt a 7. tengerészgyalogsággal, amíg a jobboldali szárnyat nem biztosították.

### Medal of Honor kitüntetettek
1997. január 13-án Bill Clinton elnök a Fehér Ház ünnepségén a legmagasabb katonai kitüntetést, a Medal of Honort  ítélte oda hét afroamerikai katonának, akik a második világháborúban szolgáltak.
Az egyetlen élő átvevő Vernon Baker főhadnagy volt.
A Posztumusz átvevők:
- Charles L. Thomas őrnagy
- John R. Fox főhadnagy
- Ruben Rivers főtörzsőrmester
- Edward A. Carter Jr. főtörzsőrmester
- Willy F. James Jr. tizedes
- George Watson közkatona

### Kék elbocsátás
Az afroamerikai csapatok diszkriminációba ütköztek a kék elbocsátás aránytalan kiadásában. A kék elbocsátás (más néven „kék jegy”) az 1916-ban létrehozott adminisztratív katonai elbocsájtás egyik formája volt. A parancsnokok számára egy eszköz volt, amivel el tudták távolítani a homoszexuálisokat és a feketéket a soraikból. 1941 december 1-től 1945 június 30-ig a hadsereg által kiadott 48 603 kék elbocsátásból 10 806-ot adtak afroamerikaiaknak. Ez az összes kék elbocsátás 22,2%-a, miközben az afroamerikaiak a hadsereg 6,5% -át tették ki ebben az időszakban. Azok a katonák, akik kék elbocsátást kaptak, nehezen tudtak elhelyezkedni a civil életben és rutinszerűen megtagadta tőlük a G. I. Bill előnyeit a Veteránügyi Minisztérium.  1945 októberében a The Pittsburgh Courier című fekete érdekeltségű újság, keresztes hadjáratot indított a kék elbocsátás és a szabálytalanságok ellen. A kék elbocsátás „ördögi eszköz, amelyet nem szabad az amerikai katona ellen elkövetni”, „lehetővé tette, hogy az előítéletes tisztek felhasználják, azok a néger katonák büntetésére, akik nem bírták elviselni a különösen elviselhetetlen feltételeket”, a Courier megdöbbentette a hadsereget. A Courier újság tanácsot adott a katonáknak, hogy tudnak fellebbezni a kék elbocsátás ellen és figyelmeztette az olvasóit, hogy ne fogadják el gyorsan a kék elbocsátást, mert negatív hatással lenne az életükre.
A Katonai Ügyek Bizottsága meghallgatást tartott, majd 1946-ban jelentést tett, amelyben határozottan bírálta a kék elbocsátás használatát és a Veteránügyi Minisztériumot a kék elbocsátottakkal szembeni diszkriminációja miatt. A kongresszus 1947-ben megszüntette a kék elbocsátást, azonban a Veteránügyi Minisztérium folytatta a gyakorlatát, továbbra is megtagadta a G. I. Bill előnyeit a kék elbocsátottakkal szemben.

## A fegyveres erők integrációja
1948. július 26-án Harry S. Truman elnök aláírta a 9981-es végrehajtási rendeletet, amely lehetőséget biztosított a hadsereg integrálásának és az egyenlő bánásmód bevezetésének. A katonai jog szerint, jogellenesé vált a rasszista megjegyzés. A katonai deszegregáció több éve nem fejeződött be, a fekete katonai egységek továbbra is aktívak maradtak a koreai háborúban. Az utolsó szegregált fekete egységet 1954-ben oszlatták fel.
1950-ben a még mindig szegregált 24. gyalogsági ezredből Leon Gilbert hadnagy ellen bírósági vádat emeltek és halálra ítélték, mert nem volt hajlandó betartani a fehér tisztek parancsát a koreai háború alatt. Gilbert tudta, hogy a parancsmegtagadás halált jelent magára és a parancsnokságában lévő férfiakra nézve is. Az ügy világméretű tiltakozásokhoz vezetett, és fokozott figyelmet fordított a szegregációra és a rasszizmusra az Egyesült Államokban. Gilbert halálbüntetését húsz, majd később tizenhét évig tartó szabadságvesztésre változtatták, végül öt év után kiengedték a börtönből.
A Truman 1948-as végrehajtási rendelete által irányított integráció kiterjedt az iskolákra, városrészekre, valamint a katonai egységekre is. Tizenöt évvel az ügyrendelet után, Robert McNamara védelmi miniszter kiadta a védelmi minisztérium 5120.36-os irányelvet. „Minden katonai parancsnok felelőssége, hogy ellenezze az embereit érintő megkülönböztető gyakorlatokat és egyenlő esélyeket teremtsen számukra, nemcsak a közvetlen ellenőrzése alatt álló területeken, hanem a közeli közösségekben is, ahol összegyűlhetnek munkaidőn kívül.” Az irányelv 1963-ban került kiadásra, azonban 1967-ig nem alkalmazták.
A katonai szegregáció vége és az önkéntes hadsereg létrehozása óta, az afroamerikaiak képviselete az amerikai hadseregben fokozatosan nőtt.

## Koreai háború

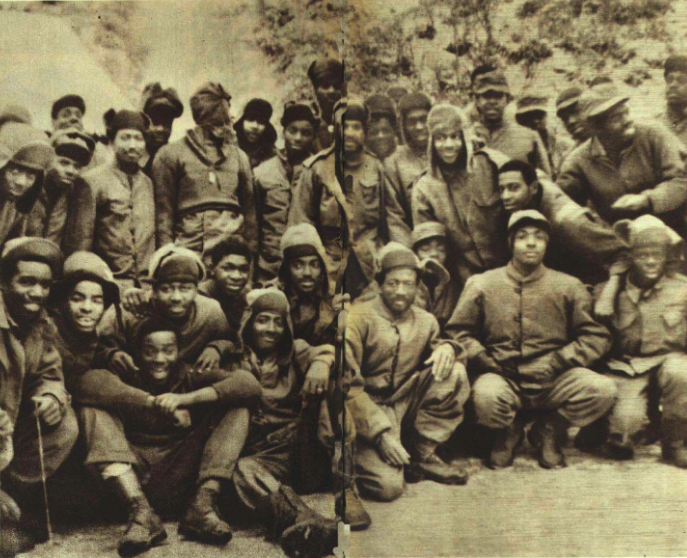
Afroamerikai hadifoglyok Koreában 1950-ben

1948 októberében Jesse L. Brown volt az első fekete pilóta az amerikai haditengerészetnél. Meghalt, amikor a repülőgépét lelőtték a Chosin víztározó-i csata során Észak-Koreában. Nem tudott kiugrani az F4U Corsair repülőgépéből és vele együtt lezuhant. Thomas Hudner, egy fehér csapattársa látta a lezuhant F4U Corsair repülőgépet és benne Brownt, megpróbálta kiszabadítani a roncsok közül, de nem sikerült neki, Brown belehalt a sérüléseibe. Hudner az erőfeszítéseiért elnyerte a Medal of Honor kitüntetést. Az amerikai haditengerészet Jesse Brown tiszteletére egy fregatt hajót neveztek el róla - USS Jesse L. Brown.
A 24. gyalogsági ezredből (még mindig szegregált egységből) két besorozott férfi, Cornelius H. Charlton és William Thompson, a háború idején tett cselekedeteik után posztumusz Medal of Honor kitüntetést kaptak.

## Vietnámi háború

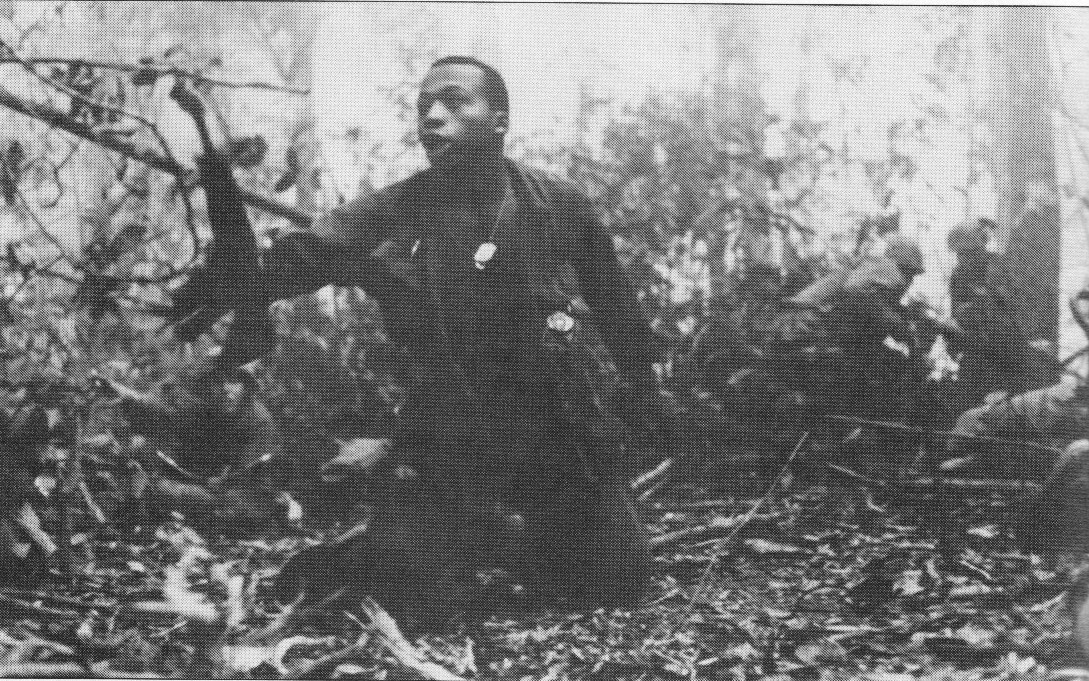
Amerikai gyalogos a 882. számú magaslatért folytatott harc során, Dak Tó-tól délre, 1967 novemberében

A vietnámi háború idején számos nagyszerű eredményt ért el sok afroamerikai, közülük húsz katona cselekedeteikért megkapták a Medal of Honor kitüntetést. Az afroamerikaiak túlzottan képviseltették magukat a veszélyes harci konfliktusok során, és aránytalanul magasabb veszteségeket szenvedtek el. A polgárjogi vezetők a háború kezdeti éveiben tiltakoztak ezekkel az egyenlőtlenségekkel szemeben, 1967–1968-ban reformokat indítottak el, amelyek az áldozatok arányát kissé csökkentették.
1967-ben Lyndon B. Johnson elnök kitüntette Lawrence Joelt a Medal of Honor éremmel a "nagyon különleges bátorságáért - az együttérzés fegyvertelen hősiességéért". Joel volt az első élő afroamerikai, aki a mexikói–amerikai háború óta megkapta a becsületérmet. Egy orvos volt, aki 1965-ben megmentette az amerikai csapatok életét Vietnámban és a közvetlen parancsot megtagadta, hogy maradjon a földön, a vietkong fegyvertűz ellenére ellátta a csapatokat annak ellenére, hogy kétszer eltalálták. Lawrence Joel az Arlingtoni Nemzeti Temetőben nyugszik.
1968. augusztus 21-én James Anderson Jr. tengerészgyalogos posztumusz Medal of Honor kitüntetést kapott, ő volt az első afroamerikai tengerészgyalogos, aki megkapta a becsületérmet hősi cselekedeteiért és élete feláldozásáért.
1968. december 10-én Riley Leroy Pitts amerikai hadsereg kapitánya lett az első afroamerikai tisztviselő, aki elnyerte a becsületérmét. Az érmét posztumuszan a feleségének, Eula Pittsnak adta át Lyndon B. Johnson elnök.
A 21 afroamerikai Medal of Honor kitüntetéssel rendelkezők közül hárman Vietnámban szolgáltak, az 5. Speciális Erők Csoportjának tagjai voltak, más néven a Zöld Svájcisapkások. Ezek a férfiak az alábbiak: főtörzsőrmesterek  Melvin Morris, Eugene Ashley, Jr. és William Maud Bryant.
Melvin Morris a tiszteletbeli cselekedetei után 45 évvel később kapta meg a becsületérmet, Barack Obama elnöktől 2014-ben. Ashley főtörzsőrmester posztumusz érméjét a családjának adta át, Spiro Agnew alelnök 1969. december 2-án.

## Vietnámtól napjainkig

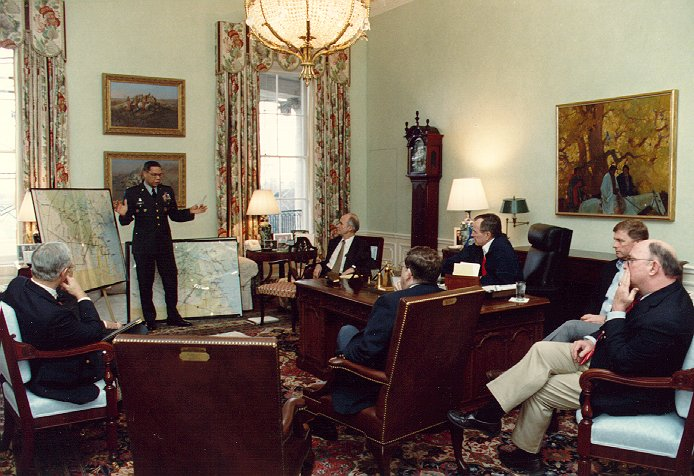
Colin Powell tábornok George H. W. Bush elnököt és tanácsadóit tájékoztatja az öbölháború fejleményeiről

George H. W. Bush elnök 1989-ben Colin Powell tábornokot nevezte ki vezérkari főnöknek, így Powell lett az Egyesült Államok katonai vezetője. Powell volt az első, és eddig az egyetlen afroamerikai, aki ezt a pozíciót betöltötte. Az elnök és a védelmi miniszter fő katonai tanácsadója volt. Powell felügyelte az 1989-es panamai megszállást, és az 1990-től 1991-ig tartó öbölháborút. Powell tábornok 1989-től 1993-ig töltötte be a vezérkari főnök tisztséget.
William E. Ward tábornokot 2007. július 10-én hivatalosan az új amerikai Afrika-parancsnokság első parancsnokává nevezték ki, és 2007. október 1-jén lépett hivatalba.
A tengerészgyalogság korábbi őrmestere, Carlton W. Kent, az afroamerikai; mint az előző kettő előtt. A tengerészgyalogság első afroamerikai őrmestere, Ronald L. Green volt.
2009. január 20-án Barack Obama az Amerikai Egyesült Államok elnökeként hivatalból lett az ország fegyveres erőinek első afroamerikai főparancsnoka.